# St. Margarets Bay, Nova Scotia
St. Margarets Bay är en vik i Kanada.   Den ligger i provinsen Nova Scotia, i den sydöstra delen av landet, 900 km öster om huvudstaden Ottawa.